# CM Punk
Pour les articles homonymes, voir Brooks.
Phillip Jack Brooks (né le 26 octobre 1978 à Chicago (Illinois)) est un catcheur (lutteur professionnel) américain. Il travaille actuellement à la World Wrestling Entertainment, dans la division Raw, sous le nom de CM Punk.
Punk a été dix fois Champion du Monde : deux fois WWE Champion, 3 fois WWE World Heavyweight Champion, 1 fois World Heavyweight Champion avec la nouvelle version de la ceinture, une fois ROH World Champion, une fois ECW World Champion et deux fois AEW World Champion. À la WWE, il a également remporté le championnat du Monde par équipe avec Kofi Kingston ainsi que le championnat intercontinental de la WWE pour devenir, en 2009, le Triple Crown Champion le plus rapide de l'histoire de la fédération, en 203 jours seulement. Il est aussi le vainqueur des éditions 2008 et 2009 du Money in the Bank Ladder match.
Il s'est d'abord fait connaître sur le circuit indépendant, surtout pour son travail à la Ring of Honor où il a remporté le championnat du Monde de la ROH et le championnat du Monde par équipes de la ROH. Il a également été le tout premier entraîneur en chef de la ROH Wrestling Academy avec Bryan Danielson.
C'est en 2005 que CM Punk rejoint la World Wrestling Entertainment, où il fera ses débuts télévisés en 2006. Durant ses premières années à la fédération, il remportera plusieurs titres mondiaux, notamment le championnat du Monde de la ECW et trois fois le championnat du Monde poids lourds.
Le personnage qu'il incarne sur les rings (gimmick) est celui d'un catcheur straight edge, et ceci qu'il soit face ou heel : il s'agit d'un réel choix de vie qu'il assume aussi bien devant les écrans que dans sa vie privée.
CM Punk est parti de la WWE en 2014 pour s'entraîner et intégrer l'Ultimate Fighting Championship. Il effectue deux combats dans cette organisation, l'un en 2016 et l'autre en 2018, avant de revenir dans le catch, à l'AEW en 2021, puis à la WWE fin 2023.

## Carrière dans le catch

### Débuts sur le circuit indépendant (1999-2005)

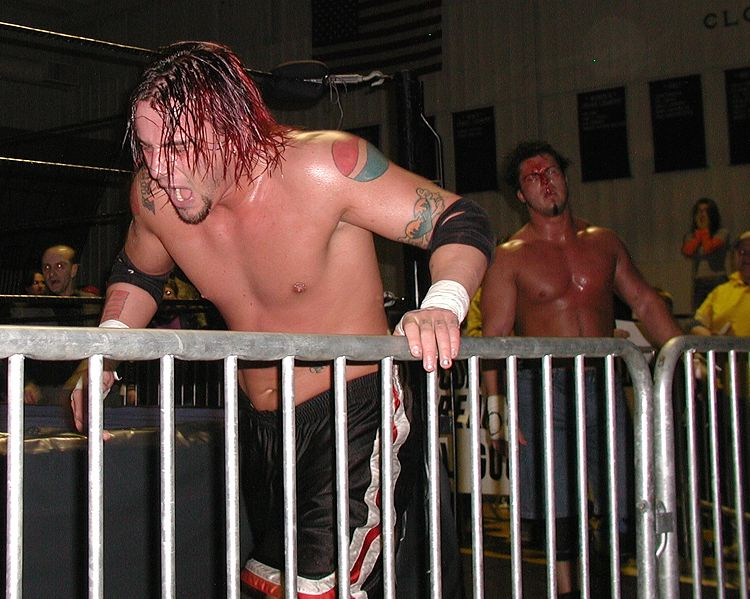
Brooks à la NWA Midwest en 2002.

Brooks a fait ses débuts au catch en pratiquant les prises qu'il voit à la télévision, on appelle cela le backyard wrestling au sein de la Lunatic Wrestling Federation et à cette époque il adopte le nom de ring de CM Punk qui ne le quittera plus,. En 1999 après qu'il a quitté le lycée, il fréquente la Steel Domain Wrestling School à Chicago où il est entraîné par Ace Steel, Danny Dominion et Kevin Quinn. C'est d'ailleurs dans cette école de lutte qu'il rencontre Scott Colton, mieux connu sous le nom de Colt Cabana. Punk et Cabana deviennent amis et catchent ensemble dans les mêmes fédérations indépendantes, en tant qu'adversaires ou en tant qu'alliés.
Sa carrière de catcheur commence véritablement le 8 janvier 2000 où il bat Colt Cabana lors de son premier match au sein de la Mid American Wrestling (MAW), une fédération du Wisconsin. Il forme alors un clan appelé les Goonies avec d'autres jeunes catcheurs et fin septembre il fait équipe avec Cabana et commence une rivalité avec Adam Pearce qui s'est conclu le 22 novembre dans un match où le perdant doit quitter la fédération remporté par Punk,. Le 15 décembre 2001, il devient champion poids-lourds de la MAW en remportant un tournoi pour désigner le nouveau champion, le titre étant vacant ; en finale il a affronté Colt Cabana dans un match arbitré par Harley Race. Il perd ce titre le 9 mars 2002 à la suite de sa défaite sur Axl Rotten.
En plus de cela, à partir de septembre 2001 il travaille fréquemment à l'International Wrestling Cartel (IWC) en Pennsylvanie où il a une rivalité avec Colt Cabana qui a donné lieu à une série de trois matchs le 10 novembre puis un Iron Man match de 30 minutes le 14 décembre que Punk a tous les deux remporté,. Il devient champion du monde poids-lourds de l'IWC le 13 avril après sa victoire sur Jimmy Vegas mais il a dû rendre son titre à la suite d'une blessure courant 2002. Il a continué à travailler pour cette fédération jusqu'en avril 2005.

### IWA Mid South (2000-2005)
À partir d'août 2000, il travaille aussi à l'IWA Mid South, une fédération de l'Indiana, où il devient le 9 juin 2001 champion des lourds légers après avoir vaincu Paul E. Smooth et le champion en titre Mark Wolf. Son règne prend fin le 14 juillet après sa défaite sur Tarek The Great. Il part alors en quête du titre de champion poids-lourds de cette fédération qu'il obtient le 5 décembre en battant Chris Hero. Le 1er mars 2002, il perd le titre après sa défaite face à Eddie Guerrero dans un match à trois auquel a participé aussi Rey Mysterio, Jr.. Cependant, le règne de Guerrero prend fin le lendemain où Punk récupère son titre,. Son deuxième règne de champion poids-lourds s'achève le 19 avril à la suite de sa défaite dans un match à trois face à Eddie Guerreo et Colt Cabana, ce dernier remportant le match et la ceinture de champion. Après plusieurs tentatives infructueuse il devient pour la troisième fois champion poids-lourds de l'IWA Mid South après sa victoire dans un Gauntlet match. Son troisième règne est très bref puisqu'il prend fin le 2 novembre à la suite de sa défaite en finale du tournoi en l'honneur de Ted Petty à la suite de sa défaite face à BJ Whitmer. Punk récupère le titre le 14 décembre après avoir vaincu Whitmer dans un match simple.
Le 7 février 2003, il perd son titre poids-lourds dans un match au meilleur des 3 tombés avec une limite de 90 minutes face à Chris Hero. Dans le même temps, il devient commentateur au cours des spectacles de l'IWA Le 27 juin, il participe au Revolution Strong Style Tournament où il atteint la finale avant de perdre face à BJ Whitmer. Il a par la suite refusé de lutter au sein de l'IWA en raison des tensions avec Ian Rotten, le propriétaire de la fédération.
Il remonte sur le ring de l'IWA le 29 mai 2004 avec Colt Cabana avec qui il forme The Second City Saints (en) et ils participent à un tournoi déterminant les nouveaux champions par équipe où ils atteignent la finale qu'ils perdent face à Chris Hamrick et Tracy Smothers. Le 23 octobre, il remporte pour la cinquième fois le titre poids-lourds de l'IWA après sa victoire face à A.J. Styles, son règne prend fin le 4 février 2005 après défaite face à Danny Daniels,. Il y fait une dernière apparition le 2 juillet où il affronte Delirious dans un match qui s'est terminé sans vainqueur après une heure de combat. Il s'agit de son dernier match dans cette fédération avant d'intégrer la World Wrestling Entertainment.

### Total Nonstop Action Wrestling (2002-2004)
Il débute à la Total Nonstop Action Wrestling (TNA) le 25 septembre 2002 où il fait équipe avec Ace Steel et ils se qualifient pour une bataille royale Gauntlet For Gold où les équipes arrivent les unes après les autres remporté par James Storm et Chris Harris.
Il revient à la TNA dans un premier temps seul le 11 janvier 2003 où il l'emporte sur Colt Cabana avant de participer le 21 mai à un match à quatre à élimination pour désigner le challenger pour le championnat de la division X de la TNA remporté par Paul London,.

### Ring of Honor (2003-2005)

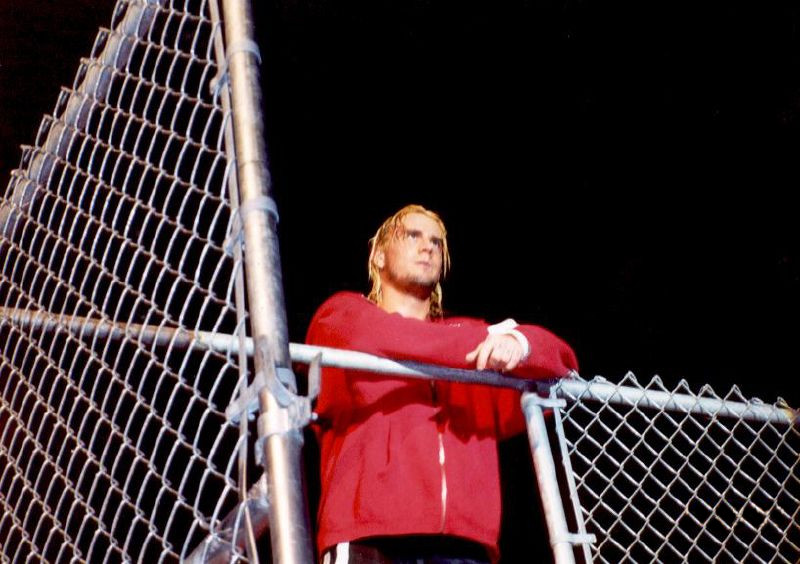
CM Punk à la Ring of Honor.

Punk rejoint la Ring of Honor initialement en tant que babyface, mais il devient rapidement heel dans une rivalité avec Raven qui comprend nombre de variantes de matchs sans disqualifications. Au même moment, Punk se joint à la Total Nonstop Action, où il catche par équipe avec Julio Dinero comme membres du clan de Raven, The Gathering.
Punk commence à monter les échelons à la ROH lorsqu'il termine second dans un tournoi au Second Anniversary pour couronner le premier ROH Pure Champion, perdant contre A.J. Styles en finale, et remportant le ROH Tag Team Championship deux fois avec Colt Cabana dans les Second City Saints, deux fois en battant les Briscoe Brothers pour s'emparer des titres. Vers octobre 2003, Punk est embauché comme le premier entraîneur en chef de la Ring of Honor Wrestling School, ayant été auparavant entraîneur à la Steel Domain et Primetime Wrestling.
Punk affronte le ROH World Champion Samoa Joe pour le titre dans une fameuse série de trois matchs. Le premier match, le 12 juin 2004 à World Title Classic à Dayton dans l'Ohio, se finit par un match nul à la suite d'une limite de temps de 60 minutes où ni Punk ni Joe n'a pu effectuer le tombé ou faire abandonner l'autre. À Joe vs. Punk II le 16 octobre, ils catchent à nouveau pour un match nul de 60 minutes. En plus d'être devenu le DVD le plus vendeur de la Ring of Honor, le match reçoit un classement « 5 étoiles » par le Wrestling Observer Newsletter de Dave Meltzer. Joe met fin à la rivalité en battant Punk dans le troisième et dernier match le 4 décembre 2004 à All-Star Extravaganza 2 dans lequel il n'y avait pas de stipulation de limite de temps.
En juin 2005, Punk accepte un contrat avec la World Wrestling Entertainment, après un match d'essai contre Val Venis dans le show Sunday Night HEAT. Même s'il a accepté l'entente, Punk bat Austin Aries pour remporter le ROH World Championship le 18 juin 2005 à Death Before Dishonor III.
Tout de suite après le match, Punk fait un heel turn et lance un angle où il menace d'amener le ROH World Championship avec lui à la WWE. Pendant des semaines, Punk n'arrête pas d'en faire mention dans les vestiaires de la ROH et aux fans de la ROH, se moquant même du titre qu'il détient, allant plus loin en signant son contrat WWE dessus. Dans le cadre de la storyline, Mick Foley fait plusieurs apparitions à la ROH, tentant de convaincre Punk de faire le bon choix et de défendre son titre là où il doit être.
Le 12 août 2005 à Dayton dans l'Ohio, Punk perd le ROH World Championship contre James Gibson dans un Four corner elimination match comprenant lui-même, Gibson, Samoa Joe et Christopher Daniels, qui revient après une année d'absence. Son dernier match prévu à la Ring of Honor prend place à Punk: The Final Chapter 13 août 2005 contre son ami de longue date Colt Cabana dans un match au meilleur des trois manches, qu'il perd. Dans son dernier match, il pleure visiblement en plein milieu du ring.
Punk fait une apparition spéciale au show Unscripted II le 11 février 2006, quand la carte originale devait être enlevée après que Low Ki quitte la ROH la semaine précédente aux côtés de la majeure partie du roster ROH en contrat avec la TNA à la suite d'une fin de coopération entre les deux fédérations. Dans le main-event, Punk faisait équipe avec Bryan Danielson pour affronter et battre Jimmy Rave et Adam Pearce dans un match par équipe.

### World Wrestling Entertainment (2005-2014)

#### Ohio Valley Wrestling (2005-2006)
En septembre 2005, CM Punk signe un contrat avec la World Wrestling Entertainment (WWE). Il est envoyé à la Ohio Valley Wrestling (OVW), club-école de la WWE qui est dirigé par Paul Heyman. Heyman comprend rapidement qu'il a une nouvelle star et tente de faire comprendre aux équipes créatives de Raw et SmackDown qu'il y a à Louisville (la ville où est installé l'OVW) un futur grand catcheur. Cependant ses mémos restent lettre morte. Dans une interview faite en août 2014, Heyman a d'ailleurs déclaré que selon lui « Ils (la WWE) me l'ont envoyé pour que je le vire ». Cela n'a cependant pas empêché Heyman de garder Punk afin de faire de lui la principale vedette de l'OVW, remportant les trois titres de la fédération.
Ainsi, il devient tout d'abord champion Télévision le 9 novembre 2005 aux cours des enregistrements de l'émission du 12, et il conserve ce titre jusqu'au 4 janvier 2006, où il perd un match à trois à élimination face à Brent Albright et Aaron Haddad, ce dernier remporte le match.
Il participe ensuite à un tournoi pour le championnat poids-lourds où il se hisse en finale en éliminant successivement Ken Doane puis Chris Cage mais il ne réussit pas à remporter le titre en finale face à Brent Albright,,. Il le gagne finalement le 3 mai après avoir vaincu Albright dans un Strap match, avant de le perdre le 30 août après sa défaite face à Chet The Jett.
Entretemps, il est devenu avec Seth Skyfire champion par équipe de l'OVW le 28 juillet au cours d'un show non télévisé en remportant leur match face à Shad Gaspard et The Neighborhoodie, avant qu'ils ne les perdent le 2 août après leur défaite face à Deuce et Domino.

#### Débuts et ECW World Champion (2006-2008)

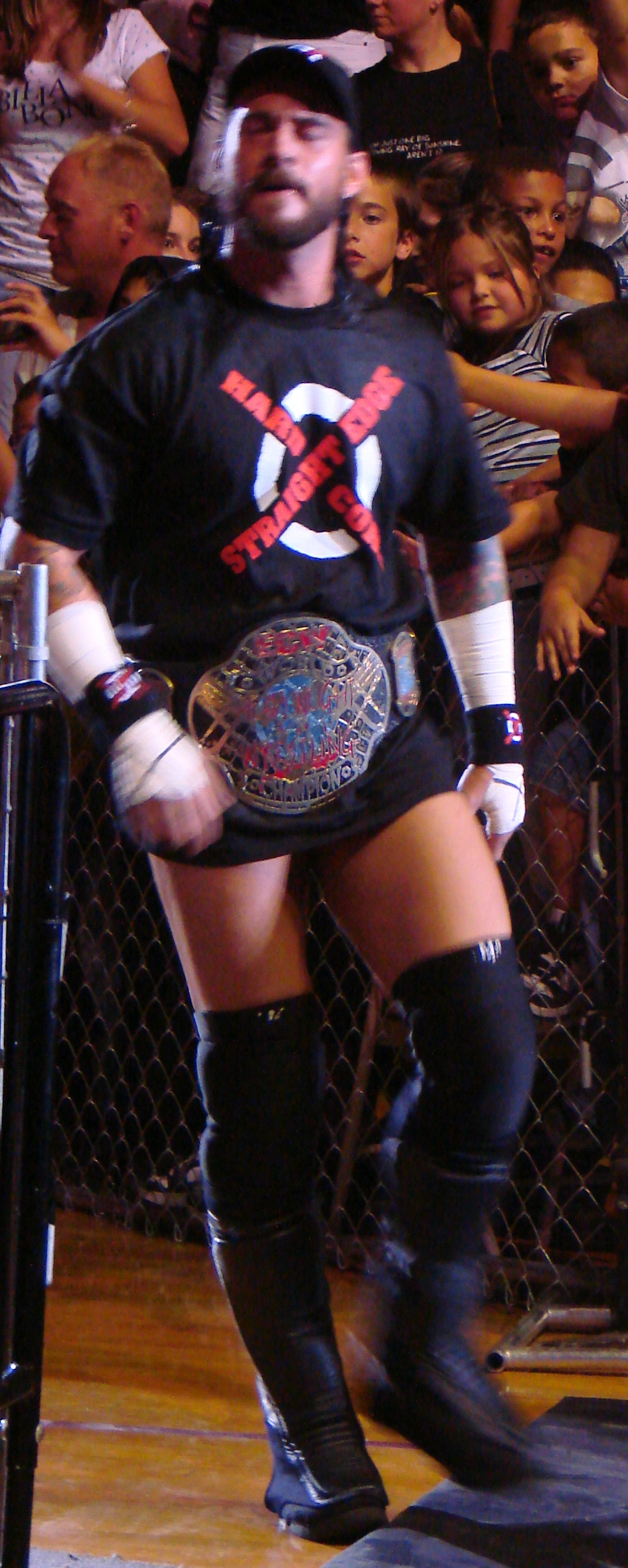
CM Punk en tant que champion du monde de la ECW.

En juillet 2006, des vidéos sont diffusés lors des shows de la ECW sur le style de vie straight edge de CM Punk. Bien qu'il conserve son gimmick de straight edge, il a désormais un background plus tourné sur le Muay Thai. Punk fait ses débuts le 1er août au Hammerstein Ballroom, battant Justin Credible. Le 26 novembre aux Survivor Series, il est dans la Team DX qui bat la Team Rated-RKO. Au cours de ce match, Punk a fait abandonner Johnny Nitro. Le 3 décembre à December to Dismember, il est le premier éliminé par Rob Van Dam au cours de l'Elimination Chamber match pour désigner le nouveau champion de l'ECW.
Le 9 janvier 2007, il subit sa première défaite face à Hardcore Holly. Le 28 janvier, il participe au Royal Rumble match au cours du show éponyme où il est éliminé par The Great Khali.
À WrestleMania 23, Punk ne remporte pas le Money in the Bank Ladder match après s'être fait expulser de l'échelle juste quelques secondes avant que le vainqueur, Mr. Kennedy, ne décroche la mallette. Le 20 mai à Judgement Day, il bat Elijah Burke. Lors de One Night Stand, CM Punk, The Sandman et Tommy Dreamer remportent un combat de table par équipe face à Elijah Burke, Marcus Cor Von et Matt Striker.
Lors de Vengeance : Night of Champions, il ne remporte pas le ECW Championship, battu par Johnny Nitro. À The Great American Bash, il reperd face à John Morrison. À SummerSlam, il perd une troisième fois face à Morrison.
Il finit par remporter le titre le 4 septembre en battant Morrison,. Il défend pour la première fois son titre avec succès le 16 septembre à Unforgiven face à Elijah Burke. Le 7 octobre à No Mercy, il conserve son titre par disqualification contre Big Daddy V. Le 28 octobre à Cyber Sunday, il bat The Miz et conserve son titre. Aux Survivor Series, il conserve son titre dans un Triple Threat Match face à Morrison et le Miz.
Le 22 janvier 2008 à l'ECW, il perd son titre contre Chavo Guerrero.

#### Mr. Money in the Bank et World Heavyweight Champion (2008-2009)

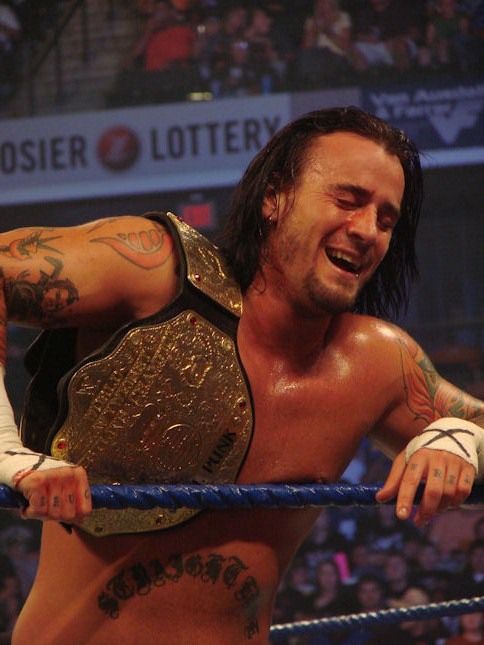
CM Punk en 2008 avec le World Heavyweight Championship.

Le 30 mars lors de WrestleMania XXIV, il remporte la mallette du Money in the Bank Ladder Match, ce qui lui donne le droit à un match de championnat mondial à n'importe quel moment, pendant un an. Trois mois plus tard, le 23 juin, CM Punk est transféré à Raw. La semaine suivante, il utilise sa mallette sur Edge (après une attaque de Batista) et remporte pour la première fois le championnat du monde poids lourds de la WWE. Lors de The Bash, il conserve son titre contre Batista dans un match qui se termine en double disqualification. Lors de SummerSlam, il conserve son titre en battant JBL. Lors d'Unforgiven, il se fait agresser par Randy Orton, Cody Rhodes, Ted DiBiase et Manu, ce qui le rendra incapable de défendre son titre, qui sera plus tard dans la soirée, remporté par Chris Jericho.
Le 27 octobre à Raw, lui et Kofi Kingston deviennent les nouveaux Champions du monde par équipes de la WWE en battant Cody Rhodes et Ted DiBiase. Ils perdront les titres en fin d'année lors d'un house show face à The Miz et John Morrison.
Le 19 janvier 2009 à Raw, CM Punk devient le nouveau champion Intercontinental en battant William Regal. Il devient au passage le 24e Triple Crown Champion, devenant le catcheur qui a mis le moins de temps à devenir Triple Crown Champion, en seulement 203 jours. Il participe ensuite au Royal Rumble match lors du Royal Rumble, mais se fera éliminer par le Big Show.
Le 9 mars à Raw, il ne conserve pas son titre Intercontinental, battu par JBL. Lors de Wrestlemania XXV, il participe au Money in the Bank Ladder match, qu'il remporte pour la seconde année consécutive, performance encore inégalée.
Il est ensuite transféré à SmackDown lors du draft et dans la même soirée, il perd contre Matt Hardy par disqualification à la suite de l'intervention de Jeff Hardy qui attaque Matt.
À Extreme Rules, il utilise sa mallette contre le nouveau champion du Monde poids lourds Jeff Hardy (qui venait de battre Edge), et s'empare du titre pour la seconde fois de sa carrière. À la suite de cette victoire s'ensuit un heel turn progressif de CM Punk : après avoir manifesté du respect envers Hardy, il perd par disqualification lors d'un match revanche à The Bash, en donnant un coup de pied accidentel à l'arbitre après s'être blessé scénaristiquement l'œil. Après avoir perdu le titre contre Jeff Hardy à Night of Champions, il achèvera son heel turn en l'agressant avec une chaise à SmackDown.
Il récupère le titre à SummerSlam dans un TLC Match, puis lors du SmackDown suivant, il bat l'ancien champion dans un match en cage pour le titre, au terme duquel le perdant quitte la WWE, provoquant ainsi le départ (prédéfini) de Jeff Hardy.
Lors de Breaking Point, il conserve son titre dans un Submission Match en battant The Undertaker,. À Hell in a Cell, il perd contre l'Undertaker dans un Hell in a Cell Match, ne conservant pas son titre. Le mois suivant à Bragging Rights, il ne récupère pas le titre poids-lourds, battu par l'Undertaker dans un Fatal Four Way Match incluant aussi Batista et Rey Mysterio.

#### Straight Edge Society (2009-2010)

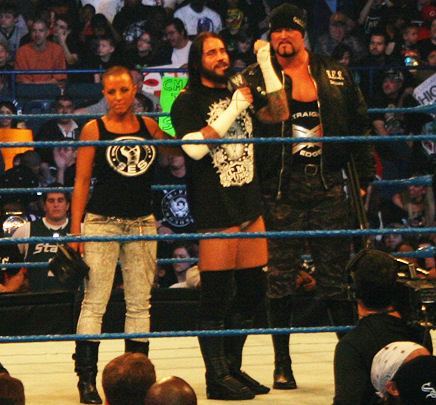
The Straight Edge Society : CM Punk (milieu), Luke Gallows (droite) et Serena (gauche).

Le 27 novembre à SmackDown, sa gimmick évolue. Il présente Luke Gallows qu'il a « sauvé » (ce dernier, auparavant surnommé Festus, avait le gimmick d'un profond attardé mental). Punk clame que c'est le mode de vie Straight Edge qui l'a guéri, il commence un culte de la rédemption dont il est le messie, se comparant indirectement à Jésus et définissant son groupe religieux comme la « Straight Edge Society » (« Société Straight Edge »).
À partir de janvier 2010, il rase à chaque passage dans une ville les cheveux d'un ou plusieurs membres du public (des acteurs engagés par la fédération), les « sauvant » ainsi des péchés de la drogue, des médicaments et de l'alcool qu'il attribue aux fans de la WWE,,. L'une de ses convertis, Serena, intègre la Straight Edge Society de façon permanente et accompagne Punk et Gallows lors de leurs matchs et leurs déclarations publiques.
Le 31 janvier au Royal Rumble, il entre en 3e position dans le Royal Rumble match, avant de se faire éliminé par Triple H en 7e position.
À Elimination Chamber, il ne remporte pas le World Heavyweight Championship, battu par Chris Jericho dans un Elimination Chamber Match qui incluait aussi l'Undertaker, Rey Mysterio, John Morrison et R-Truth. Dans le même temps, lors de la saison 1 de NXT, il est le pro de Darren Young.
Lors de WrestleMania XXVI, il perd face à Rey Mysterio. Il prend sa revanche contre ce dernier à Extreme Rules. À Over the Limit, il reperd face à Mysterio et se fait raser la tête. À la suite de cette défaite, il porte un masque noir pour cacher son crâne rasé. Lors de 4-Way Finale, il ne remporte pas le World Heavyweight championship, battu par Rey Mysterio dans un Fatal Four Way Match qui incluait aussi Jack Swagger et le Big Show. Lors du SmackDown du 16 juillet, le Big Show lui enlève son masque.
Il cesse ensuite temporairement de combattre à la suite d'une blessure (scénaristique) que lui a infligé Kane, apparaissant cependant toujours à l'écran dans un but scénaristique.
À SummerSlam, il perd avec Gallows et Joey Mercury face au Big Show dans un 3-on-1 Handicap Match. Dans les semaines suivantes, à la suite du renvoi de Serena et de la blessure de Joey Mercury, il attaque Gallows qui vient de perdre contre Big Show, ce qui marque la fin de la Straight Edge Society. Lors de Night of Champions, il perd contre Big Show.
Après le transfert d'Edge à SmackDown, CM Punk revient en échange à Raw le 11 octobre. Le soir même, il gagne sa place dans la Team Raw à Bragging Rights après sa victoire sur Evan Bourne. Lors de Bragging Rights, la Team Raw perd face à la Team SmackDown. Il y subit une blessure à la hanche qui l'éloigne du ring pour un certain temps. Il devient pendant ce temps commentateur de Raw, aux côtés de Jerry Lawler et Michael Cole.

#### The New Nexus (2010-2011)

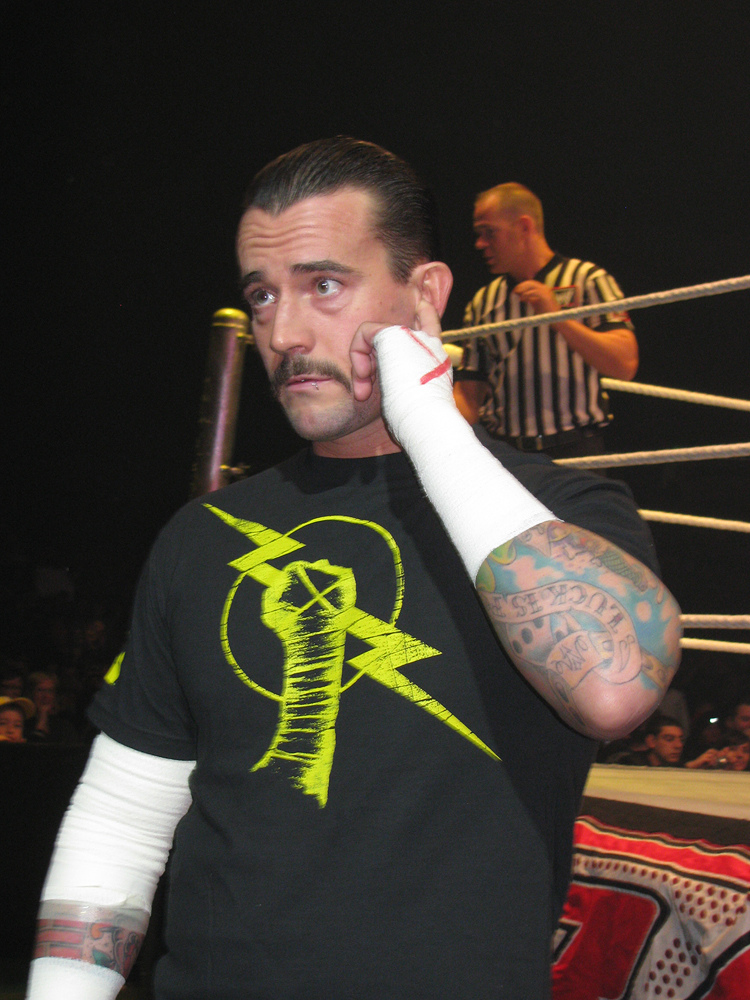
CM Punk en tant que leader de la New Nexus.

Le 27 décembre à Raw, il officialise son retour sur le ring en devenant le nouveau leader de la Nexus.
Le 10 janvier 2011 à Raw, CM Punk initie les membres de sa nouvelle équipe avec des épreuves, dont David Otunga, Husky Harris et Michael McGillicutty parviennent à bout, ce qui n'est pas le cas d'Heath Slater et de Justin Gabriel qui quittent la Nexus et rejoignent Wade Barrett, l'ancien leader, à Smackdown pour former The Corre.
Lors du Royal Rumble, il intervient dans le match entre The Miz et Randy Orton pour le WWE Championship, faisant perdre ce dernier. Plus tard dans la soirée, il entre en 1re position dans le Royal Rumble match, avant de se faire éliminer par John Cena en 25e position.
À Elimination Chamber, il perd contre John Cena dans un Elimination Chamber Match qui comprenait aussi King Sheamus, John Morrison, Randy Orton et R-Truth. Lors de WrestleMania XXVII, il perd contre Randy Orton. Lors d'Extreme Rules, il perd de nouveau face à Orton dans un Last Man Standing match.
À Over the Limit, lui et Mason Ryan ne remportent pas les WWE Tag Team Championship, battus par Big Show et Kane. Le lendemain à Raw, il intervient pour faire gagner David Otunga et Michael McGillicutty dans leur match pour les WWE Tag Team Championship. Par la suite, il commence à refaire des matchs en solo, délaissant la New Nexus qui se sépare peu après.
À Capitol Punishment, il bat Rey Mysterio.

#### Double champion de la WWE (2011-2013)

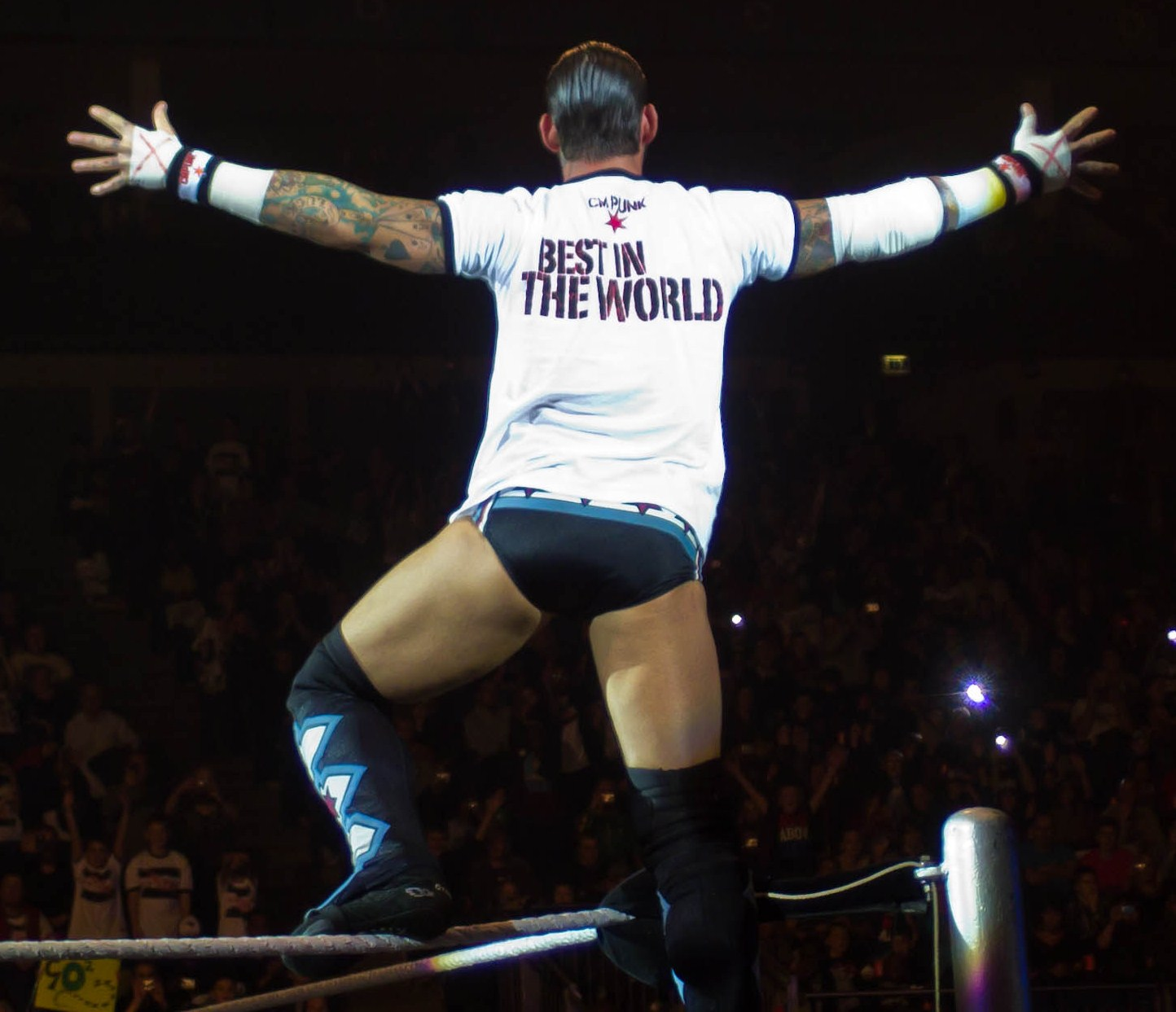
CM Punk avec son nouveau t-shirt Best in the World.

Le 27 juin à Raw, Vince McMahon décide de le suspendre pour une durée indéterminée, pour « conduite non professionnelle », à la suite de ses déclarations du soir,.
Le 17 juillet à Money in the Bank, il devient le nouveau champion de la WWE en battant John Cena et remporte le titre pour la première fois de sa carrière (le match a été élu 5 étoiles par le Wrestling Observer Newsletter),. Le lendemain, Vince McMahon annonce la vacation de la ceinture, l'organisation d'un nouveau tournoi et être démis de ses fonctions. La semaine suivante à Raw, après la victoire de John Cena sur Rey Mysterio pour la ceinture, il refait son apparition avec la sienne, ce qui veut dire que son règne n'a pas vraiment été affecté. Le 14 août à SummerSlam, il devient définitivement champion de la WWE en rebattant son même adversaire, avec Triple H comme arbitre spécial. Après le combat, Kevin Nash l'attaque et il ne conserve pas sa ceinture, battu par Alberto Del Rio qui a utilisé sa mallette sur lui, ce qui met fin à un règne de 28 jours. Le 18 septembre à Night of Champions, il perd face à Triple H dans un No Disqualification match.

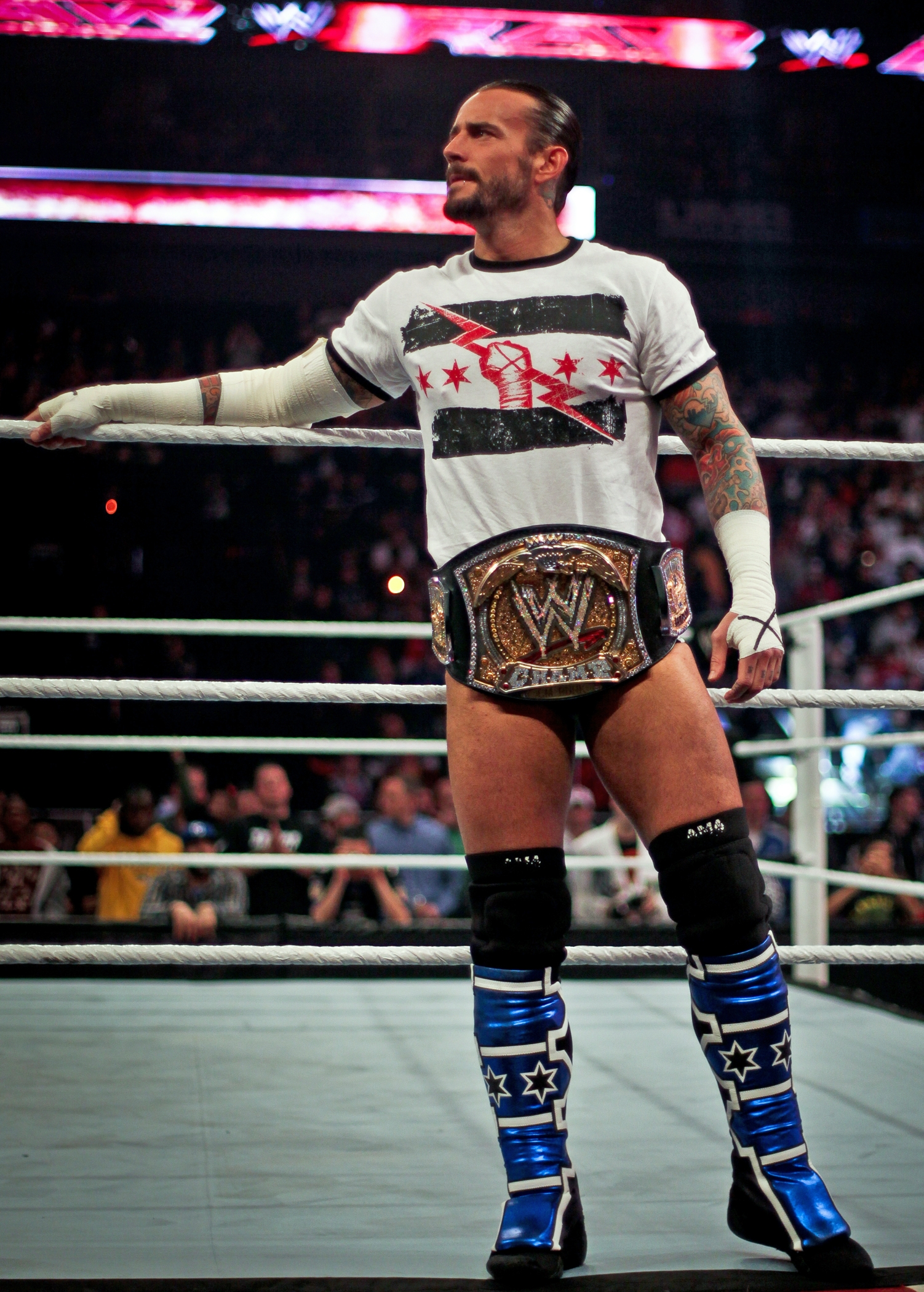
CM Punk détient l'un des plus long règnes de champion de la WWE, avec un règne de 434 jours.

Le 2 octobre à Hell in a Cell, il ne remporte pas le titre de la WWE, rebattu par Alberto Del Rio dans un Triple Threat Hell in a Cell match qui inclut également John Cena. Le 23 octobre à Vengeance, Triple H et lui perdent face à The Awesome Truth (The Miz et R-Truth), à la suite d'une intervention extérieure de Kevin Nash. Le 20 novembre aux Survivor Series, il redevient champion de la WWE, pour la seconde fois, en prenant sa revanche sur Alberto Del Rio. Le 18 décembre à TLC, il conserve son titre en rebattant son même adversaire et en battant The Miz dans un Triple Threat TLC match.
Le 29 janvier 2012 au Royal Rumble, il conserve son titre en battant Dolph Ziggler, avec John Laurinaitis comme arbitre spécial du match. Le 19 février à Elimination Chamber, il conserve son titre en battant tous ses adversaires dans un Elimination Chamber match. 
Le 1er avril à WrestleMania XXVIII, il conserve son titre en battant Chris Jericho. Le 29 avril à Extreme Rules, il conserve son titre en rebattant son même adversaire dans un Chicago Street Fight match. Le 20 mai à Over the Limit, il conserve son titre en battant Daniel Bryan. Le 17 juin à No Way Out, il conserve son titre en rebattant son même adversaire et en battant Kane dans un Triple Threat match.
Le 15 juillet à Money in the Bank, il conserve son titre en rebattant son même opposant dans un No Disqualification match, avec AJ Lee comme arbitre spéciale du match. Le 23 juillet lors du 1000e épisode de Raw, il perd face à John Cena, gagnant de la mallette, par disqualification, à la suite d'une intervention extérieure du Big Show, mais conserve son titre. Après le combat, il effectue un Heel Turn en attaquant The Rock, venu secourir son adversaire. Le 19 août à SummerSlam, il conserve son titre en prenant sa revanche sur son même adversaire et en battant le géant. Le 3 septembre à Raw, il s'allie officiellement avec Paul Heyman qui devient son nouveau manager. Treize soirs plus tard à Night of Champions, son match revanche face à John Cena se termine en match nul, mais il conserve son titre. 
Le 28 octobre à Hell in a Cell, il conserve son titre en battant Ryback dans un Hell in a Cell match. Le 18 novembre aux Survivor Series, il conserve son titre en battant ses deux mêmes adversaires dans un Triple Threat match avec l'aide des interventions extérieures du Shield qui effectuait ses débuts. Le 4 décembre, il souffre d'une blessure au genou et est contraint de déclarer forfait pour TLC. 
Le 27 janvier 2013 au Royal Rumble, il fait son retour de blessure et conserve son titre en battant The Rock avec l'aide des interventions extérieures du Shield. Cependant, le match est recommencé et il ne conserve pas sa ceinture, battu par son adversaire, ce qui met fin à un règne de 434 jours. Le 17 février à Elimination Chamber, il ne remporte pas le titre, rebattu par son même opposant.
Le 7 avril à WrestleMania 29, il perd face à l'Undertaker qui étend sa série d'invincibilité à 21 victoires pour 0 défaite. Le lendemain après le PLE, il annonce prendre du repos.

#### Rivalités avec Brock Lesnar et le Shield et départ (2013-2014)

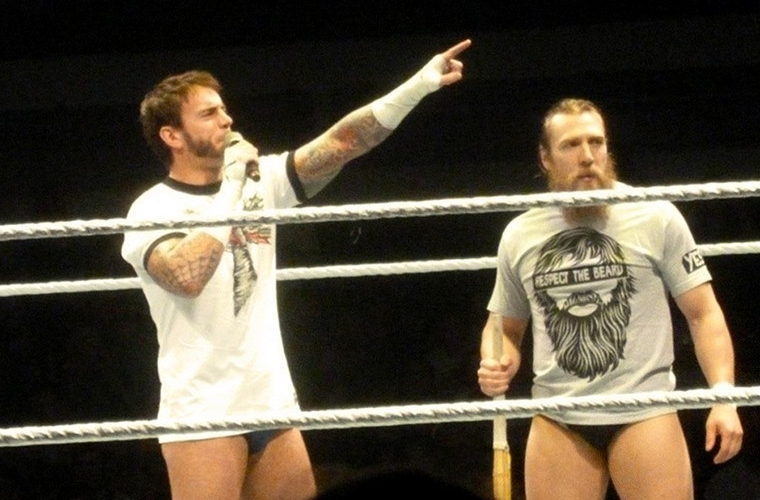
CM Punk s'alliant avec Daniel Bryan.

Le 16 juin à Payback, accompagné de Paul Heyman, il fait son retour, après deux mois d'absence, et bat Chris Jericho. Le lendemain à Raw, il met fin à son alliance avec son manager, car ce dernier refuse de lui donner un match contre Brock Lesnar, qui est également son protégé.
Le 14 juillet à Money in the Bank, il effectue un Face Turn, mais ne remporte pas la mallette, gagnée par Randy Orton. Pendant le match, Paul Heyman l'attaque avec une échelle. Le 18 août à SummerSlam, il perd face à Brock Lesnar dans un No Disqualification match. Le 15 septembre à Night of Champions, il perd face à Curtis Axel et Paul Heyman dans un No Disqualification Handicap Elimination Match.
Le 6 octobre à Battleground, il bat Ryback. Le 27 octobre à Hell in a Cell, il rebat son même adversaire et Paul Heyman dans un Hell in a Cell Handicap Match. Le 24 novembre aux Survivor Series, Daniel Bryan et lui battent Erick Rowan et Luke Harper. Le 15 décembre à TLC, il bat le Shield dans un 3-on-1 Handicap match.
Le 26 janvier 2014 au Royal Rumble, il entre dans le Royal Rumble masculin en première position, élimine Damien Sandow et Kane avant d'être lui-même éliminé par ce dernier après 49 minutes de match. 3 jours plus tard, la WWE annonce son départ de la compagnie, ainsi que son retrait des événements futurs.

### All Elite Wrestling(2021-2023)

#### Débuts et diverses rivalités (2021-2022)
Le 20 août 2021 à Rampage, il fait ses débuts à la All Elite Wrestling en ouvrant le show. Il déclare que sa carrière « s'est terminée en 2005 et reprend aujourd'hui », faisant donc abstraction totale de sa carrière à la WWE. Le 5 septembre à All Out, il bat Darby Allin.
Le 13 novembre à Full Gear, il bat Eddie Kingston.
Le 6 mars 2022 à Revolution, il bat MJF dans un Dog Collar Match, aidé par Wardlow qui effectue un Face Turn en lui donnant la bague de son adversaire.

#### Double champion de la AEW et blessure (2022)
Le 29 mai à Double or Nothing, il devient le nouveau champion du monde de la AEW en battant "Hangman" Adam Page, remportant le titre pour la première fois de sa carrière. Le 3 juin à Rampage, à cause d'une blessure et devant subir une opération chirurgicale, il va devoir s'absenter pendant un mois et demi.
Le 10 août à Dynamite, il effectue son retour de blessure, après un mois d'absence, et confronte le champion intérimaire de son titre, Jon Moxley, qui venait de le conserver en battant Chris Jericho. Quatorze soirs plus tard à Dynamite, il ne conserve définitivement pas son titre, battu par son nouvel adversaire. Le 4 septembre à All Out, il redevient champion du monde de la AEW, pour la seconde fois, en prenant sa revanche sur Jon Moxley. Après le combat, il est confronté par MJF, qui se dévoile comme le catcheur mystère ayant gagné le Casino Ladder Match plus tôt. Trois soirs plus tard à Dynamite, Tony Khan, le président de la compagnie, annonce les vacations des titres mondiaux en trio et du titre mondial, ainsi que sa suspension et celle de l'Elite, à la suite d'une bagarre qui s'est produite dans les coulisses du PPV. Le lendemain, il souffre d'une déchirure du biceps et doit s'absenter pendant une durée indéterminée.

#### Retour de blessure, triple champion de la AEW, diverses rivalités et renvoi (2023)
Le 17 juin 2023 à Collision, il effectue son retour de blessure après 9 mois d'absence. FTR et lui battent Jay White, Juice Robinson et Samoa Joe dans un Trios match. Huit soirs plus tard à Forbidden Door, il bat Satoshi Kojima au premier tour du tournoi Owen Hart Cup masculin.
Le 15 juillet à Collision, il atteint la finale du tournoi Owen Hart, mais ne remporte pas la coupe, battu par Ricky Starks de manière controversée qui a effectué un Heel Turn. Quatorze soirs plus tard à Collision, après avoir révélé la tricherie de son adversaire lors de la finale du tournoi Owen Hart, il se présente avec la ceinture de champion du monde de la AEW en disant qu'il est le "véritable" champion, étant donné qu'il n'a jamais perdu ce titre depuis qu'il l'a gagné à All Out l'année passée. Il peint ensuite la ceinture d'un X noir, ce qui symbolise le Straight Edge qu'il a toujours été dans sa carrière. Le 27 août à All In, il conserve son titre en battant Samoa Joe.
Six jours plus tard, à la suite de son altercation avec Jack Perry dans les coulisses lors du dernier pay-per-view, il est définitivement renvoyé de la compagnie.

### Retour à la World Wrestling Entertainment (2023-...)

#### Retour, rivalité avec Drew McIntyre (2023-2024)
Le 25 novembre aux Survivor Series: WarGames, après le Men's WarGames match, il fait son retour à la World Wrestling Entertainment près de dix ans après l'avoir quittée. Le lendemain, il signe officiellement pour plusieurs années avec la fédération. Le 11 décembre à Raw, il signe officiellement avec le show rouge.
Le 27 janvier 2024 au Royal Rumble, il entre dans le Men's Royal Rumble match en 27e positon, élimine Drew McIntyre avant d'être lui-même éliminé en dernier par le futur gagnant, Cody Rhodes. 2 soirs plus tard à Raw, il annonce souffrir d'une déchirure du triceps droit et devoir s'absenter pour une durée indéterminée.
Le 7 avril à WrestleMania XL, après la victoire du catcheur écossais sur Seth "Freakin" Rollins pour le titre mondial poids-lourds, il attaque le premier qui le provoquait pour permettre à Damian Priest d'encaisser sa mallette et remporter la ceinture. Le 15 juin à Clash at the Castle, il remplace temporairement l'arbitre du match, n'effectue pas le compte en trois en faveur du Scottish Warrior et porte un Low Blow à ce dernier, ce qui permet au leader du Judgment Day de conserver son titre. 
Le 6 juillet à Money in the Bank, il intervient pendant le Triple Threat match entre les trois catcheurs pour la ceinture et s'attaque à Drew McIntyre qui a remporté la mallette lors du premier match et l'a encaissée pour ce combat-ci. Seize soirs plus tard à Raw, il fait officiellement son retour de blessure et annonce être apte à catcher. Adam Pearce, le GM du show rouge, officialise le match entre The Scottish Warrior et lui à SummerSlam, dans lequel Seth "Freakin" Rollins sera l'arbitre spécial du match. Le 3 août à SummerSlam, il perd face à l'Écossais. Le 31 août à Bash in Berlin, il prend sa revanche sur son même adversaire dans un Strap match.
Le 5 octobre à Bad Blood, il rebat son même opposant dans un Hell in a Cell match. Le 30 novembre aux Survivor Series: WarGames, Roman Reigns, The Usos, Sami Zayn et lui battent The Bloodline (Solo Sikoa, Jacob Fatu, Tama Tonga, Tanga Loa) et "Big" Bronson Reed dans son tout premier Men's WarGames match.

#### Rivalité avec Seth Rollins et champion du monde poids-lourds (2025-...)
Le 1er février 2025 au Royal Rumble, il entre dans le Men's Royal Rumble match en 24e position, élimine Seth "Freakin" Rollins et Roman Reigns avant d'être lui-même éliminé par Logan Paul après 18 minutes de match. Le 1er mars à Elimination Chamber, il ne devient pas aspirant no 1 au titre incontesté, battu par John Cena dans un Men's Elimination Chamber match.
Le 19 avril à WrestleMania 41, il perd face à The Visionary dans un Triple Threat match qui inclut également The Tribal Chief. Pendant la rencontre, Paul Heyman et son rival effectuent un Heel Turn et s'allient officiellement. 2 soirs plus tard à Raw, Roman Reigns et lui attaquent le gagnant de leur match précédent, mais Bron Breakker lui vient en aide et s'allie avec The Wise Men et le troisième catcheur. Le 24 mai à Saturday Night's Main Event XXXIX, Sami Zayn et lui perdent face à leurs deux adversaires. Pendant la rencontre, Bronson Reed fait son retour, aide leurs ennemis et rejoint leurs rangs. Le 28 juin à Night of Champions, il ne remporte pas le titre incontesté, rebattu par le 17 fois champion du monde.
Le 2 août à SummerSlam, il devient le nouveau champion du monde poids-lourds en battant Gunther, remporte le titre pour la première fois de sa carrière et son quatrième personnel. Mais après le combat, il ne conserve pas sa ceinture, battu par Seth Rollins qui a utilisé sa mallette sur lui.

## Palmarès
- All Elite Wrestling
  - 2 fois Champion du monde de la AEW
  - 1 fois "Véritable" champion du monde de la AEW
- Independent Wrestling Association Mid-South
  - 5 fois IWA Mid-South Heavyweight Champion[200]
  - 2 fois IWA Mid-South Light Heavyweight Champion[201]
- International Wrestling Cartel
  - 1 fois IWC Heavyweight Champion[202]
- Mid-American Wrestling
  - 1 fois MAW Heavyweight Champion[203]
- NWA Cyberspace
  - 1 fois NWA Cyberspace Tag Team Champion avec Julio Dinero[204]
- NWA Revolution
  - 1 fois NWA Revolution Heavyweight Champion[205]
- Ohio Valley Wrestling
  - 1 fois OVW Heavyweight Champion[206]
  - 1 fois OVW Television Champion[207]
  - 1 fois OVW Southern Tag Team Champion avec Seth Skyfire[208]
  - 2e Triple Crown Champion de la OVW
- Ring of Honor
  - 1 fois ROH World Champion[209]
  - 2 fois ROH World Tag Team Champion avec Colt Cabana[209]
- St. Paul Championship Wrestling
  - 2 fois SDW Northern States Television Champion[210]
  - 1 fois SPCW Northern States Light Heavyweight Champion[210]

- World Wrestling Entertainent
  - 2 fois WWE Champion[211],[212]
  - 3 fois WWE World Heavyweight Champion[213],[214],[215]
  - 1 fois WWE World Heavyweight Championship (2023)
  - 1 fois ECW Champion[216]
  - 1 fois WWE Intercontinental Champion[217]
  - 1 fois WWE World Tag Team Champion avec Kofi Kingston[218]
  - 2 fois Mr. Money in the Bank (2008, 2009)[77],[219]
  - 19e WWE Triple Crown Champion[220]
  - Slammy Award du Meilleur moment "Oh My God!" de l'année (2008)[221]
  - Slammy Award du moment le plus choquant de l'année (2009)[222]
  - Slammy Award du Prix pour le plus détestable de l'année (2010)
  - Slammy Award du T-shirt de l'année (2011)[223]
  - Slammy Award du moment extrême de l'année (2013)

## Récompenses des magazines
- Pro Wrestling Illustrated
  - Match de l'année (2011) vs. John Cena à WWE Money in the Bank le 17 juillet 2011
  - Rivalité de l'année (2011) vs. John Cena
  - Catcheur le plus populaire de l'année (2011)
  - Catcheur le plus détesté de l'année (2012)
  - Catcheur de l'année (2011, 2012)

| Année | 2002 | 2003 | 2004 | 2005 | 2006 | 2007 | 2008 | 2009 | 2010 | 2011 | 2012 | 2013 | 2014 à 2021 | 2022 |
| ----- | ---- | ---- | ---- | ---- | ---- | ---- | ---- | ---- | ---- | ---- | ---- | ---- | ----------- | ---- |
| Rang  | 305  | 171  | 89   | 40   | 35   | 42   | 24   | 8    | 3    | 10   | 1    | 2    | Non classé  | 3    |

- Revolver Magazine
  - Golden Gods Award de l'athlète le plus métalleux (2012)[225]

- Wrestling Observer Newsletter
  - Meilleur Gimmick (2009, 2011)
  - Meilleur en interview (2011, 2012)
  - Rivalité de l'année (2009) vs. Jeff Hardy
  - Rivalité de l'année (2011) vs. John Cena
  - Match de l'année (2011) vs. John Cena à WWE Money in the Bank
  - Meilleur DVD de catch (2012)  pour CM Punk: Best in the World

| # | Résultat | Adversaire    | Évènement           | Date            | Durée | Lieu                         | Notes                                                                        |
| - | -------- | ------------- | ------------------- | --------------- | ----- | ---------------------------- | ---------------------------------------------------------------------------- |
| 1 | Défaite  | Samoa Joe     | ROH Joe vs. Punk II | 16 octobre 2004 | 60:00 | Frontier Fieldhouse, Chicago | Samoa Joe défend son titre de champion du monde de la Ring of Honor          |
| 2 | Victoire | John Cena     | Money in the Bank   | 17 juillet 2011 | 33:42 | Allstate Arena, Chicago      | Le titre de champion de la World Wrestling Entertainment de Cena est en jeu. |
| 3 | Victoire | Drew McIntyre | Bad Blood           | 5 octobre 2024  | 31:25 | Atlanta (Géorgie)            | La stipulation était un Hell in a Cell match                                 |

## Carrière dans les arts martiaux mixtes

### Ultimate Fighting Championship (2014-2018)
Le 6 décembre 2014, l'Ultimate Fighting Championship annonce avoir trouvé un accord avec Phil Brooks qui compte participer à son premier combat en 2015. Il compte lutter dans la catégorie des poids-welter.
Le 5 octobre 2015, il se blesse à l'épaule durant un entraînement.
En janvier 2016, le président de l'UFC Dana White annonce que Mickey Gall (un débutant avec une victoire pour autant de combat) va être le premier adversaire de Brooks s'il bat Mike Jackson à UFC196. Ce qui sera le cas à la suite de la victoire de Gall. Début février, Brooks annonce qu'il doit se faire opérer au dos ce qui peut repousser ses débuts. Le 22 juin, CM Punk annonce officiellement ses débuts face à Mickey Gall pour le 10 septembre 2016 lors de l'UFC 203. Le 10 septembre, Brooks perd son premier combat par soumission après un étranglement arrière à la deuxième minute.
Les journalistes spécialistes en arts martiaux mixtes trouvent la prestation de Brooks plutôt médiocre et Dana White envisage de se séparer de lui,. White décide de lui donner une seconde chance en lui faisant affronter Mike Jackson le 9 juin 2018 à UFC225,. Son second combat se conclut par une défaite par décision en grande partie dû à la passivité de Jackson. Cette piètre prestation de Brooks pousse Dana White à annoncer que Punk ne luttera plus à l'UFC.
| 2 combats      | 0 victoires | 1 défaites |
| Par KO         | 0           | 0          |
| Par soumission | 0           | 1          |
| Sur décision   | 0           | 0          |
| Sans décision  | 1           | 1          |

| Résultat      | Record | Adversaire   | Méthode                           | Événement                        | Date              | Round | Temps | Lieu                  | Notes |
| ------------- | ------ | ------------ | --------------------------------- | -------------------------------- | ----------------- | ----- | ----- | --------------------- | --- |
| Sans décision | 0-1-1  | Mike Jackson | Décision                          | UFC 225 - Whittaker vs. Romero 2 | 9 juin 2018       | 3     | 5:00  | Chicago, États-Unis   | Initialement une victoire par décision unanime pour Jackson, annulée après qu'il a été testé positif à la marijuana |
| Défaite       | 0-1    | Mickey Gall  | Soumission (étranglement arrière) | UFC 203 Miocic vs. Overeem       | 10 septembre 2016 | 1     | 2:14  | Cleveland, États-Unis | |

## Vie privée

### Vie amoureuse
- Il a été en couple avec Maria de 2005 à 2007.
- Il est fiancé à AJ Lee depuis le 1er avril 2014[239]. Phillip Brooks et AJ Lee se sont mariés en juin 2014[240].

### Gimmick et surnoms

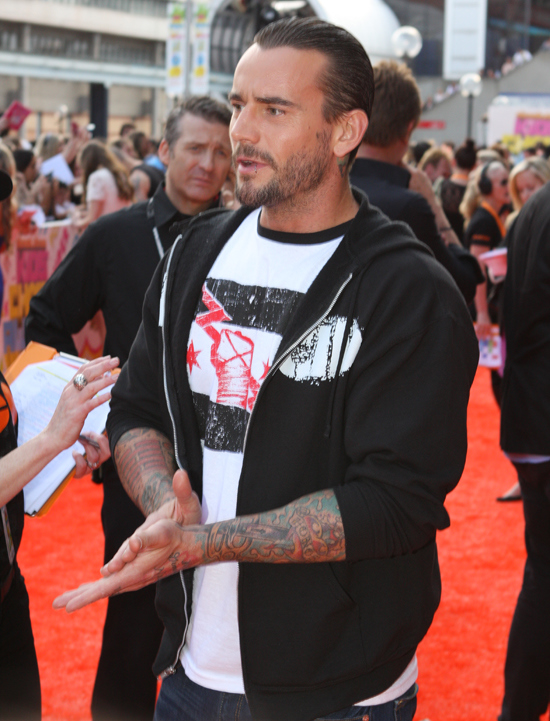
CM Punk en Australie en 2011.

Punk utilise son mode de vie issu du mouvement straight edge comme gimmick, mais celle-ci utilise différents éléments de la personnalité de Punk et les points développés du mouvement straight edge dépendent de son alignement. Bien que représentant un favori de la foule, le gimmick tend à être celle de la vraie personnalité de Punk, totalement indifférent à ceux qui boivent de l'alcool, qui fument du tabac, qui font un usage récréatif de drogue ou ont une promiscuité sexuelle, mais louant la discipline sociale qui prône l'abstinence. Inversement, en tant que heel, elle tend à être celle d’un partisan hardline ou d'un militant straight edge, illustrée par une attitude élitiste et un complexe de supériorité définis par la mantra commune punk pendant ses promos punk car, étant straight edge, il est « meilleur que vous » (better than you en langue originale). Punk effectue le symbole straight edge en croisant les bras dans une forme de X tout en ayant la lettre X écrit sur le dos de ses mains, habituellement dessiné sur ses bandages aux mains et aux poignets.
Une question récurrente parmi les fans est la signification de l’acronyme CM. À l'origine, « CM » signifiait « Chick Magnet », le nom de la tag team à laquelle il appartenait dans le circuit indépendant,. Punk, toutefois, choisit ensuite de laisser CM comme un acronyme orphelin, déclarant qu'il n'a aucun sens, mais lorsqu'on lui a demandé, depuis qu'il les a prises, de donner une signification qui correspond aux initiales, allant jusqu'à inventer des histoires longues expliquant les origines qui ne correspondent pas à l'histoire de l'origine réelle du tout. Depuis qu'il a fait ce choix, Punk a défini CM pour « Cookie Monster », « Cookie Master », « Crooked Moonsault », « Chuck Mosley », « Charles Montgomery », « Charles Manson », « Crazy Mariachi », « Chicago Made », « Championship Material », parmi d'autres.

### Tatouages
CM Punk possède de nombreux tatouages sur le corps, certains devenant des symboles associés à Punk, tout comme sa mantra ou ses déclarations. Les plus importants sont :
- Sur l'épaule droite, le logo « Cobra » du dessin animé G.I. Joe.
- Sur l'épaule gauche, le logo Pepsi. La rumeur veut qu'il ait fait ce tatouage lors d'une blague à l'école. Beaucoup de membres de fraternités se faisait tatouer des logos de bière, alors Punk, un buveur de Pepsi, se fit faire un tatouage Pepsi. Une autre rumeur veut qu'il ait fait ça en référence au guitariste Brian Baker, qui avait un logo Coca-Cola et qui disait qu'il l'avait fait parce qu'il « aime le Coca Cola ». Punk répond souvent dans le même sens en disant « Parce que j'aime le Pepsi ! ».
- Sur son ventre est tatoué « Straight Edge », en référence à son style de vie.
- Quatre cartes à jouer représentant des As. Selon Punk « Luck is for losers », autrement dit « La chance c'est pour les perdants ». La carte principale fait également référence à son ami et entraîneur Ace Steel.
- Un poisson japonais, un symbole de chance. Cependant, le poisson tatoué possède trois yeux, en honneur à Blinky, le poisson radioactif dans la série Les Simpson.
- Une toile d'araignée avec le nombre 13 au milieu. Le nombre 13 est le chiffre porte-bonheur de Punk.
- Le logo du groupe punk Bouncing Souls. Le logo représente un cœur brisé avec des gratte-ciel dessus. Il y a également une croix formée par des os derrière le cœur.
- Un peu comme le chanteur Ozzy Osbourne, Punk s'est tatoué des lettres sur ses phalanges, qui, lorsqu'elles sont mises ensemble, affichent « Drug Free ». « Drug » est écrit sur les quatre phalanges de sa main droite et « Free » sur celles de la main gauche. « Drug Free » signifie « Sans drogue/Libre de toutes drogues ».
- Le logo du groupe punk Rocket from the Crypt. Le logo représente une fusée en forme de cercueil.
- Sur son torse, un dragon et une tête de mort sur une toile.
- Sur l’arrière de son épaule gauche, un poisson mort, en référence à son amitié avec Natalie Slater.

## Filmographie
- 2019 : Girl on the Third Floor de Travis Stevens : Don Koch
- 2019 : Rabid de Jen Soska et Sylvia Soska : Billy
- 2021 : Heels : Ricky Rabies
- 2022 : Mayans M.C. : Paul (2 épisodes)